# ミニ国家

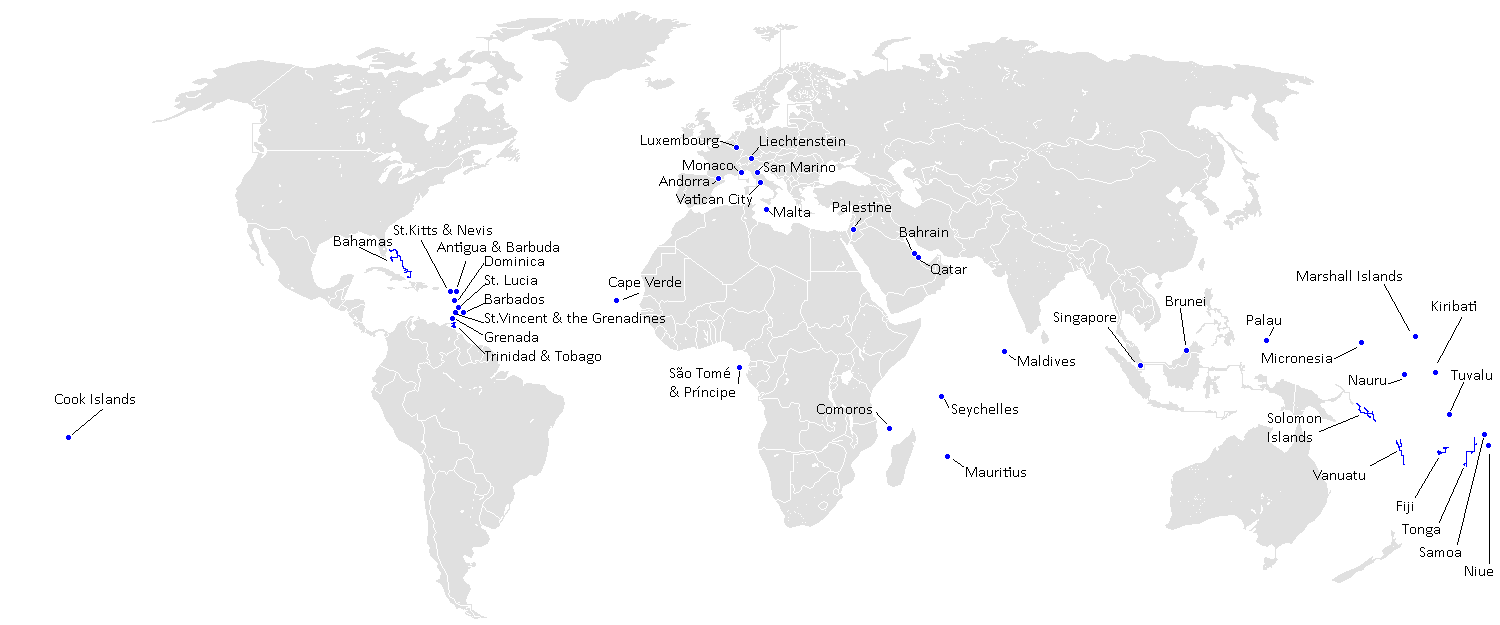
ミニ国家の分布

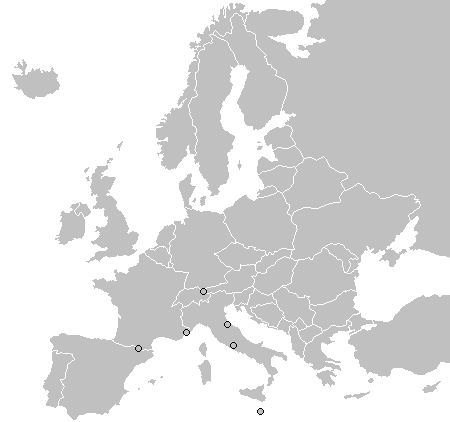
ヨーロッパに位置するミニ国家（丸印） 西からアンドラ、モナコ、北に飛んでリヒテンシュタイン、サンマリノ、バチカン、マルタ

ミニ国家（ミニこっか）とは、規模の小さい主権国家のこと。英語ではmicrostate。国際連合の1967年の年次報告では、「領土の面積、人口、人的・経済的資源において小さい実在体」と表現されている。主に領土や人口に着目した国家分類であり、経済力を指標とした下位国家については後発開発途上国として、概念上区別して扱われる。

## 成立の背景
ミニ国家が成立（立国、独立）した歴史的背景としては様々な理由があるが、主に下記のような類別がある。ただし、これらの要因が単独ではなく複数の理由をもつことも多い。
- 宗教的意義からある地域に特権的な地位が認められ国家となっているもの
  - バチカン
- 小国が近代国民国家の形成過程で大国に取り込まれることなく主権国家として認められるようになったもの
  - 欧州の領邦国家などがそのまま残ったもの
    - リヒテンシュタイン、モナコ、アンドラ、サンマリノ

  - 一度は植民地・属国化されたが独立したもの
    - マルタ、バーレーン、ブルネイ
- 本来は一体だった地域が植民地時代に細分化され、旧宗主国との関係や住民構成の違いにより別々に独立し、または独立後に分離したもの
  - 西アフリカから中部アフリカにかけての海岸線沿いの国家や、カリブ海地域に見られるミニ国家
- 領土が島嶼であるために面積が小さく、また他の地域からも距離的に離れているために連合することなくミニ国家となったもの。植民地化されていた、あるいは現在も植民地である島も多い
  - ナウル等の太平洋地域に見られるミニ国家や、コモロ等のインド洋地域に見られるミニ国家

## ミニ国家の存立基盤
ミニ国家は領土が小さいながらも「国家」として体制を維持し存立し得る理由として様々な基盤をもっている場合が多い。そもそも国家の基本となる領土・人口が少ないにもかかわらず国家として成立し得るということはそれなりの理由があり、「ミニ国家」＝「貧しい国」ということではなく、むしろ人口が少ないことも相まって、国民1人あたりの経済力でみれば世界有数の富裕国である場合さえある（例えばモナコ）。一方、西アフリカ地域、太平洋島嶼国家など、そのような特徴的な基盤をもたずにミニ国家として成立している国もあり、その場合は経済的困窮にあえぐ国家もある。また多くのミニ国家は産業の多様性がなく、モノカルチャー経済となっているため、国際経済の情勢によって財政や経済状況が大きな影響を受けやすい。
- 宗教的基盤をもつ国家 - バチカン
- 観光資源を基盤に持つ国家 - モナコ、サンマリノ、マルタ、太平洋・カリブ海地域に見られるミニ国家
- 貿易や国際金融を基盤に持つ国家 - リヒテンシュタイン
- 資源を基盤に持つ国家 - バーレーン、ブルネイ、ナウル（ただし近年枯渇した）

また人的・財政的規模の問題から、一部の行政能力等を外国に依存している場合も多い。たとえば1993年までアンドラの外交はフランスが代行していた。有事の際にはリヒテンシュタインはスイス、モナコはフランス、アンドラはフランスおよびスペインの各国の軍隊が防衛を行うことが決められている。バチカンは事実上イタリアの警察が治安を維持しており、サンマリノでは国民のほとんどが顔見知りという状況下で公平を期すため裁判官は外国人に限られている。

## 国際社会における地位
宗教的背景から尊重を受けるバチカンのような例もある。また石油資源を有するバーレーンやブルネイは貿易相手としても重要な地位を有する。
また、ミニ国家であっても国際機関においては一国家（表決において1票）として扱われることから表決を左右することがあり、意見が対立している局面においてその票の行方を読むことは外交戦略において重要な要素である。例えば捕鯨問題における国際捕鯨委員会の表決の例がある。1965年にウ・タント国連事務総長はミニ国家が国連に加盟を希望するにあたり、与えられる1票に比して、その果たしうる役割（たとえば国連予算の分担金）が小さいことについて検討を要すると表明した。国連総会において同じ1票を有する中華人民共和国とセーシェルの人口の差は1976年時点で16,000倍だった。
さらに、中華人民共和国と中華民国（台湾）との間での「国交」を結んでいる国家数（つまり国際社会からの認知度）の競争がミニ国家を舞台に繰り広げられており、またミニ国家側においてもその間を上手に利用し経済援助を引き出そうとするなどの姿勢も見られる。例えばナウルは台湾から中国、再び台湾と国交相手を変えている。